# Kolo Touré
Kolo Habib Touré (Bouaké, 19 de março de 1981) é um ex-futebolista marfinense que atuava como zagueiro.

## Carreira

### Início
Kolo Touré nasceu em Bouaké, na região central da Costa do Marfim, ficou menos tempo nas categorias de base do Mimosas do que seu irmão Yaya Touré, pois não demorou muito para que Touré chamasse atenção dos clubes europeus ainda jogando de meia-atacante, o que explica sua enorme velocidade para um zagueiro.

### Arsenal
Não demorou muito para Touré chamar atenção dos clubes europeus como o Arsenal, que logo depois de um pequeno período de testes juntou-se à equipe principal de equipe.

#### 2002–03
Touré só fez sua estreia pela equipe principal no dia 11 de agosto de 2002, saindo do banco de reservas e substituindo Dennis Bergkamp numa vitória por 1 a 0 contra o Liverpool, que garantiu o título da Supercopa da Inglaterra. Na ocasião, o gol foi marcado pelo brasileiro Gilberto Silva. Considerado um jogador muito útil por conta da sua versatilidade, Touré começou jogando como volante e também atuou como lateral-direito. Marcou seu primeiro gol pelo Arsenal em um empate por 1 a 1 contra o Chelsea no Stamford Bridge.

#### 2003–04
No início da temporada 2003–04, o treinador Arsène Wenger começou a usar Touré como zagueiro ao lado de Sol Campbell. Ele formou uma dupla fantástica com o inglês e teve grandes atuações, sendo fundamental na equipe que ficou invicta durante toda a temporada. Depois de ter atuado como meia-atacante nas categorias de base, Touré fez uma avaliação de si próprio declarando ser um zagueiro ofensivo. Embora tenha contribuído com apenas um gol e uma assistência, estava muito entusiasmado com a liberdade que Wenger lhe dava durante as partidas para avançar e tentar ajudar o ataque.

#### 2004–05
Touré estava entre dentro e fora da equipe titular do Arsenal durante a temporada 2004–05, lutando por um lugar na equipe titular contra Philippe Senderos e Pascal Cygan para jogar ao lado de Sol Campbell na zaga. Touré terminou a temporada com 50 jogos pela equipe, ajudando o clube a levantar o título da Copa da Inglaterra. Seu único gol nessa temporada veio aos 90 minutos em um jogo da Liga dos Campeões contra o Bayern de Munique. No entanto, o Arsenal perdeu por 3 a 1 para os alemães.

#### 2005–06

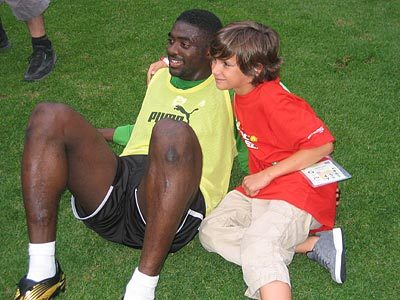
Touré e um jovem torcedor dos Gunners

Touré rapidamente se consolidou como um dos melhores zagueiros da Premier League de 2005–06. Nessa temporada, ele fez uma boa dupla de zaga com o suíço Senderos. Ambos ficaram marcados no final da temporada, ajudando o Arsenal ao alcançar a final da Liga dos Campeões da UEFA após manter 10 jogos consecutivos sem sofrer gols (um recorde europeu). Depois de suas atuações na Liga dos Campeões, seu valor de mercado subiu drasticamente e ele passou a ser considerado um dos melhores do mundo na sua posição. A imprensa italiana foi no mesmo, tanto quanto lhe intitularam de "Fabio Cannavaro Africano" depois que o Arsenal derrotou a Juventus, tirando a equipe de Turim da competição. Com isso, Touré passou a ser amplamente considerado como um dos melhores zagueiros do mundo.

#### 2006–07
Touré recebeu a camisa 5 na temporada 2006–07, número que estava vago desde a saída de Martin Keown para o Leicester. Em agosto de 2006, o marfinense renovou seu contrato por mais quatro anos com o Arsenal, passando a receber cerca de 70 mil libras por semana. Na ocasião, Touré declarou:
| “ | Quero ficar aqui pelo resto da minha carreira. Por que eu iria querer sair? Eu amo o meu futebol aqui, minha família está resolvida aqui, e o clube é ambicioso. É fantástico. | ” |

Apesar do clube ter realizado uma campanha abaixo das expectativas na Premier League, o defensor era auto consistente e foi eleito o terceiro melhor jogador do Arsenal da temporada, atrás de Gilberto Silva e Cesc Fàbregas.

#### 2007–08

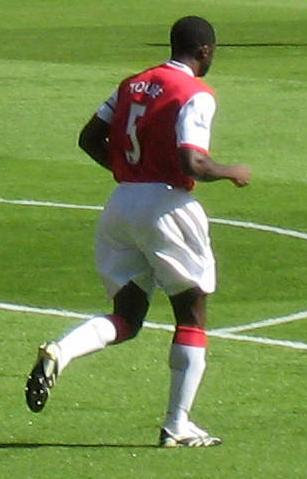
Touré em um jogo da temporada 2007–08 como capitão do Arsenal

Touré foi o vice-capitão dos jovens jogadores do Arsenal na temporada de 2006–07, após o ex-vice-capitão Gilberto Silva e o ex-capitão Thierry Henry. Ele usou a braçadeira de capitão pela primeira vez no dia 9 de janeiro de 2007, durante uma goleada por 6 a 3 sobre o Liverpool, válida pela Copa da Liga. O defensor também levou os Gunners para a final desta competição, sendo também capitão na primeira semifinal contra o Tottenham. Ele tornou-se o jogador que há mais tempo defendia o Arsenal no então elenco atual após as saídas de Jérémie Aliadière, Thierry Henry, e Fredrik Ljungberg, durante a janela de transferências do verão em 2007. Ele também foi capitão do Arsenal em uma sequência de jogos no início da temporada 2007–08, após o então capitão William Gallas se machucar em um jogo contra o Blackburn. Durante a Copa Africana de Nações, Touré sofreu uma lesão e não parecia muito bem quando voltou a jogar pelo Arsenal. O zagueiro se machucou mais uma vez na Liga dos Campeões contra o Milan, ao tentar bloquear uma finalização do atacante Alexandre Pato, e foi logo foi levado para fora do campo para receber atendimento. Só voltou ao time titular contra o Middlesbrough, no dia 15 de março de 2008, e marcou o gol do empate para o Arsenal nos 10 minutos finais. Nas quartas-de-final da Liga dos Campeões, ele foi jogar de lateral-direito posição que não jogava havia anos, durante o empate de 2 a 2 do Arsenal com o Liverpool. Mas, aos 86 minutos, Touré teria empurrado Ryan Babel dentro da área desencadeando o pênalti. Arsène Wenger, no entanto, defendeu Touré, dizendo que o árbitro errou, pois não havia acontecido o pênalti. Steven Gerrard cobrou o pênalti e marcou. O placar terminou 4 a 2 para o Liverpool com um gol nos acréscimos de Ryan Babel.

#### 2008–09
No dia 1 de janeiro de 2009, Touré exigiu um afastamento do Arsenal depois de uma discussão com o não muito colega William Gallas. Ele teria entregue um pedido de transferência que mais tarde seria rejeitado pelo presidente do clube, Peter Hill-Wood. No entanto, o marfinense se comprometeu com os Gunners, pelo menos até o verão.

### Manchester City
Depois de muitas especulações de transferência, foi anunciado no dia 28 de julho de 2009 que o Manchester City tinha chegado a um acordo com o Arsenal por Kolo Touré. O jogador, que passou com sucesso por exames médicos no City of Manchester, assinou um contrato de quatro anos com o clube de Manchester, tendo custado 15 milhões de libras. O City, que havia terminado em 10º lugar na temporada anterior, realizou uma série de contratações de jogadores de alto nível que estavam na pré-temporada, sendo Touré um deles. Logo em sua coletiva de apresentação, o defensor disse que esperava ajudar o Manchester City a chegar no topo da Premier League.
Touré fez sua estreia em partidas oficiais pelo Manchester City no dia 15 de agosto, numa vitória por 1 a 0 contra o Blackburn na primeira rodada da Premier League, tendo uma atuação regular. Nesta temporada, o zagueiro recebeu a faixa de capitão da equipe, após a saída do  ex-capitão Richard Dunne.
No início da temporada 2010–11, o treinador Roberto Mancini tirou a braçadeira de capitão de Touré e deu para Carlos Tévez. No entanto, Mancini alegou que Kolo continuava nos planos da equipe como titular na defesa. Em 3 de março de 2011, Touré foi pego no teste antidopagem, e recebeu uma punição de seis meses da FA. A substância não foi divulgada. Tal fato prejudicou completamente a sua temporada, ele disputou apenas 28 jogos no total.

### Liverpool
No dia 2 de julho de 2013, Touré acertou sua transferência para o Liverpool.

### Celtic
Três anos depois, no dia 24 de julho de 2016, foi anunciado como novo reforço do Celtic. Após atuar pelo clube em apenas uma temporada, anunciou sua aposentadoria no dia 15 de setembro de 2017.

## Seleção Nacional
Atuou com frequência pela Seleção Marfinense desde sua estreia em abril de 2000, contra Ruanda. Touré atuou em todos os cinco jogos do Campeonato Africano das Nações de 2006 e ajudou sua equipe a chegar até a final, mas os Elefantes perderam para o Egito, anfitrião daquela competição.
Ainda em 2006, o zagueiro foi um dos 23 convocados por Henri Michel para a Copa do Mundo FIFA realizada na Alemanha. Titular na estreia no dia 10 de junho, Touré não conseguiu impedir a derrota por 2 a 1 para a Argentina, em jogo realizado no Volksparkstadion.
Desde que estreou pela Seleção marcou dois gols: contra Tadjiquistão e Gabão, respectivamente. Aposentou-se da Seleção após o título do Campeonato Africano das Nações de 2015.

### Gols pela Seleção
| #  | Data                 | Local                   | Adversário   | Placar | Resultado | Competição                           |
| -- | -------------------- | ----------------------- | ------------ | ------ | --------- | ------------------------------------ |
| 1. | 8 de outubro de 2002 | Abidjã, Costa do Marfim | Gabão        | 3–0    | 5–0       | Elim. do Campeonato Africano de 2008 |
| 2. | 25 de junho de 2003  | Duxambé, Tajiquistão    | Tadjiquistão | 1–2    | 1–8       | Amistoso                             |
| 3. | 4 de junho de 2010   | Sion, Suíça             | Japão        | 2–0    | 2–0       | Amistoso                             |
| 4. | 10 de agosto de 2010 | Londres, Inglaterra     | Itália       | 1–0    | 1–0       | Amistoso                             |
| 5. | 9 de outubro de 2011 | Abidjã, Costa do Marfim | Burundi      | 1–0    | 2–1       | Elim. do Campeonato Africano de 2012 |
| 6. | 9 de junho de 2012   | Marraquexe, Marrocos    | Marrocos     | 2–1    | 2–2       | Elim. da Copa do Mundo FIFA de 2014  |

## Vida pessoal
Kolo é o irmão mais velho de Yaya e Ibrahim Touré (falecido em 2014), ambos futebolistas.

## Títulos
ASEC Mimosas
- Supercopa da CAF: 1999
- Campeonato Marfinense: 2001 e 2002

Arsenal
- Supercopa da Inglaterra: 2002 e 2004
- Copa da Inglaterra: 2002–03 e 2004–05
- Premier League: 2003–04

Manchester City
- Copa da Inglaterra: 2010–11
- Premier League: 2011–12
- Supercopa da Inglaterra: 2012

Seleção Marfinense
- Campeonato Africano das Nações: 2015